# Kuwait i olympiska sommarspelen 1976
Kuwait deltog i de olympiska sommarspelen 1976 med en trupp bestående av 15 deltagare. Ingen av landets deltagare erövrade någon medalj.

## Friidrott
Herrarnas 400 meter häck
- Abdlatef Abbas Hashem
  - Heats — 53,06s (→ gick inte vidare)

Herrarnas 4 x 100 meter stafett
- Abdulaziz Abdulkareem, Abdulkareem Alawad, Ibraheem Alrabee och Abdlatef Abbas Hashem
  - Heat — 41,61s (→ gick inte vidare)

## Fäktning
Herrarnas florett
- Jamal Ameen
- Abdul Nasser Al-Sayegh
- Ahmed Al-Arbeed

Herrarnas lagtävling i florett
- Ahmed Al-Arbeed, Jamal Ameen, Ali Al-Khawajah, Abdul Nasser Al-Sayegh